# Вулиця Кобзарська (Черкаси)
Вулиця Кобза́рська — вулиця в Черкасах.

## Розташування
Починається майже від берега Кременчуцького водосховища на Дніпрі. Простягається на південний захід до нового мікрорайону Яблуневий, по якому планується її продовжити. На своєму шляху вулиця перетинає бульвар Шевченка, вулиці Благовісну та Надпільну.

## Опис
Вулиця неширока, по 1-2 смуги руху в кожний бік.

## Походження назви
Вперше вулиця згадується 1893 року як Монастирська. За радянських часів (в 1941 та 1943-2016 роках) носила ім'я Степана Вербовецького, учасника більшовицької боротьби проти Української Народної Республіки. Під час німецької окупації в 1941-1943 роках вулиця називалась Кобзарською. 22 лютого 2016 року вулиці було надано сучасну назву.

## Джерела

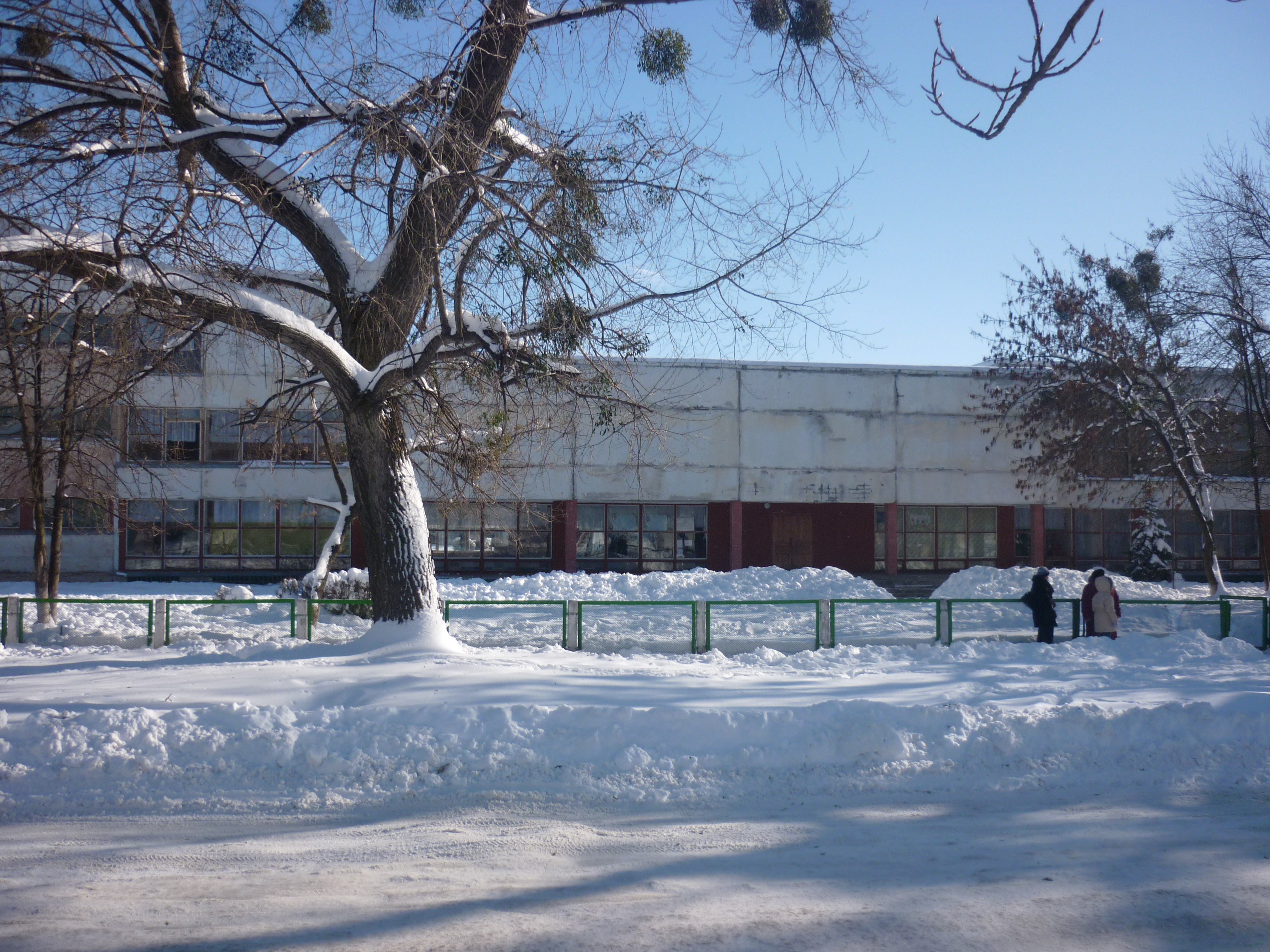
Школа №15
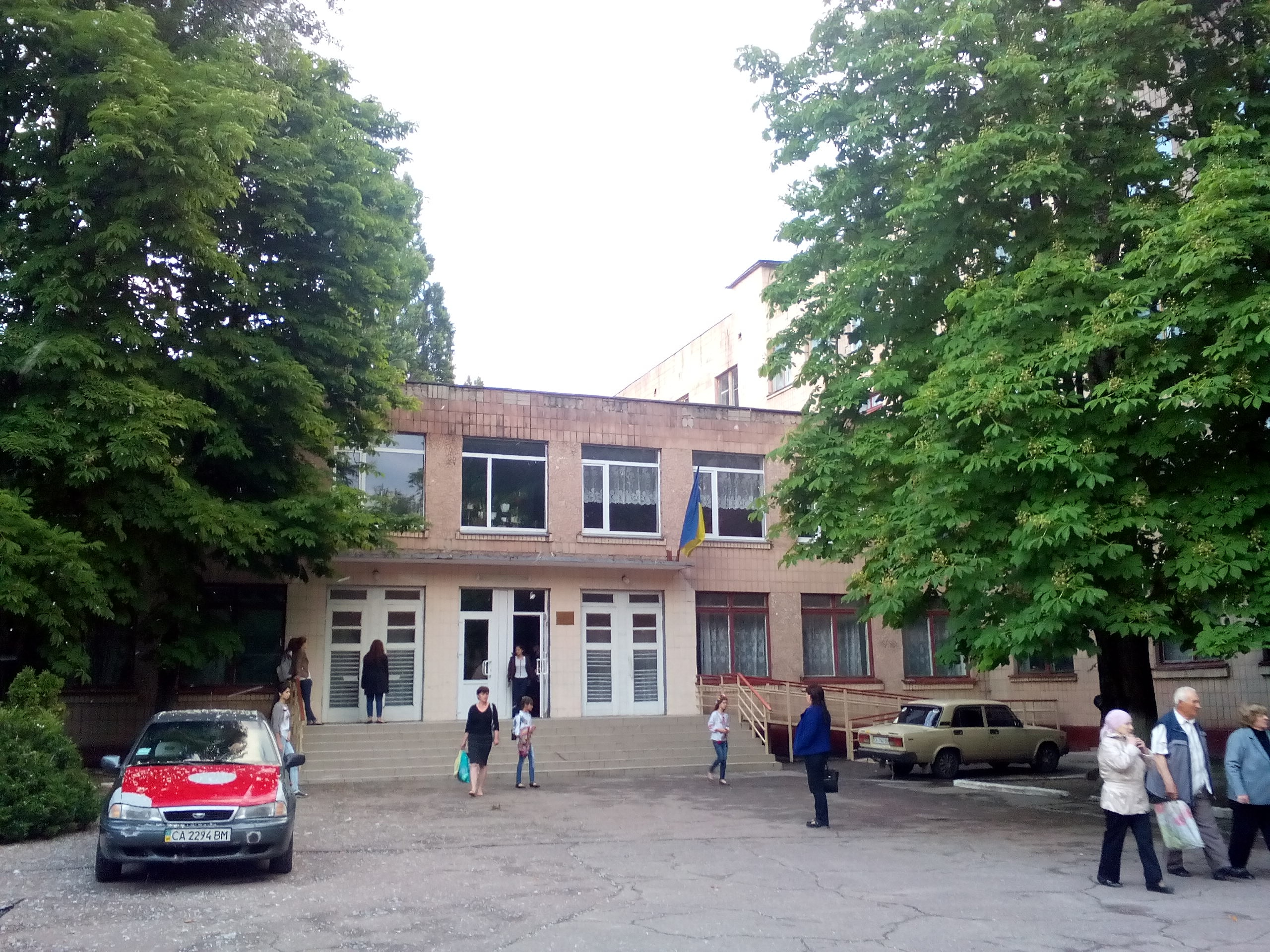
Школа №22
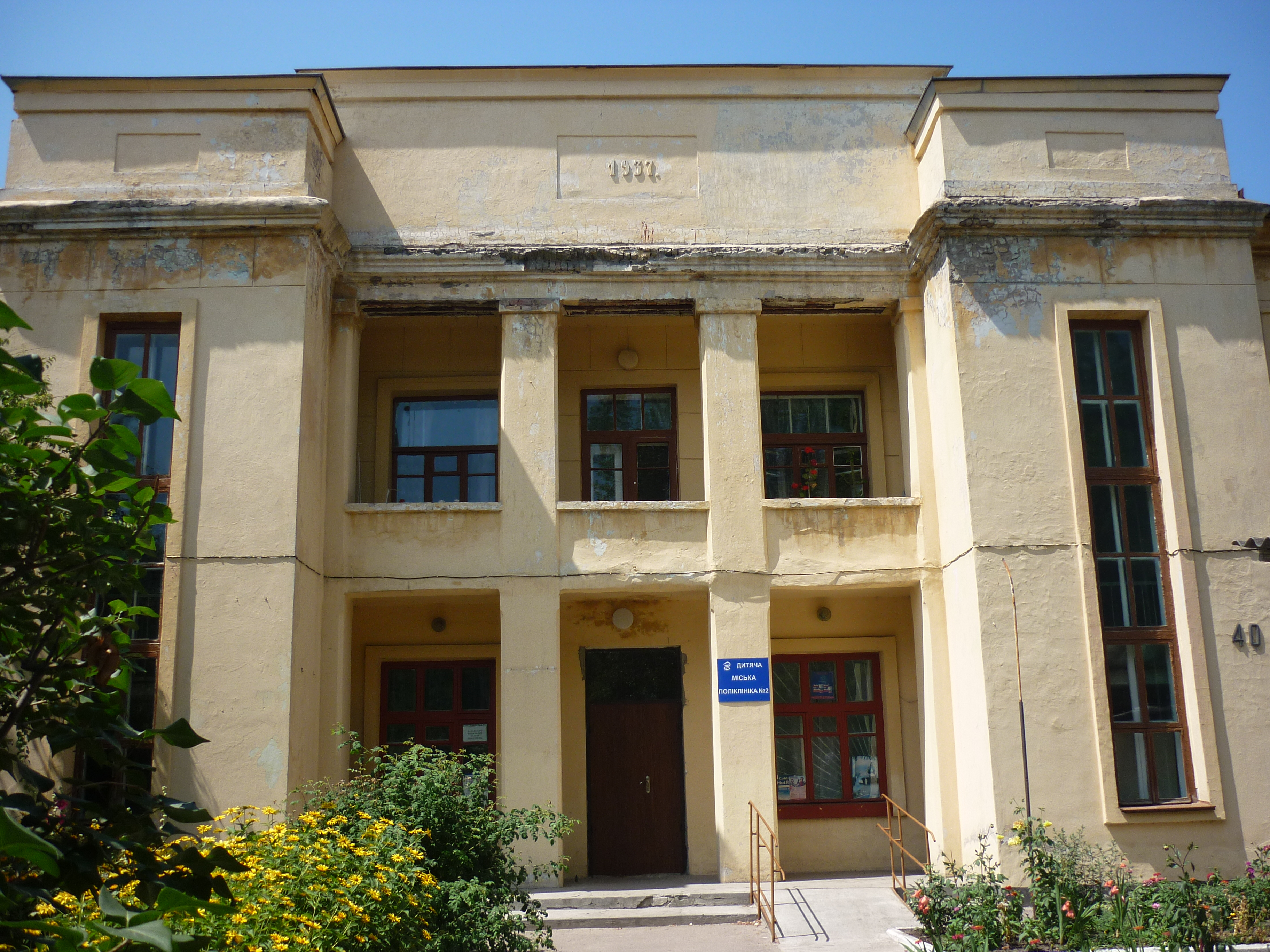
Дитяча поліклініка №2
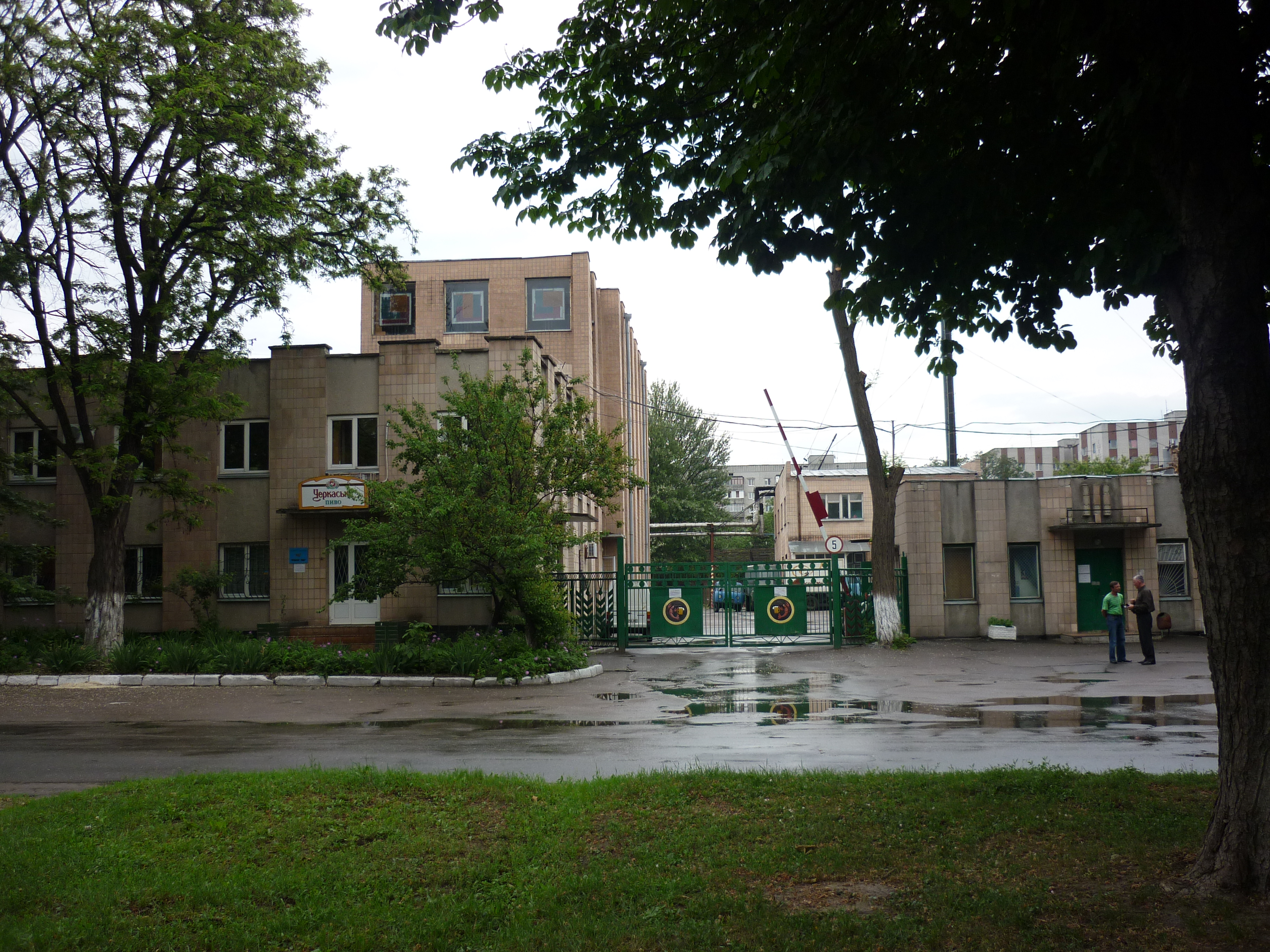
«Черкаське пиво»

## Будівлі
По вулиці розташовуються Дитяча поліклініка № 2, головний корпус ЧДТУ, школи № 15 та № 22, молокозавод «Юрія» та пивзавод «Черкаське пиво».